# Achernar
Achernar eller Achenar (α Eri, α Eridani, Alfa Eridani) är den klaraste stjärnan i stjärnbilden Floden Eridanus på den södra stjärnhimlen.  Bortsett från Solen är den en av de tio starkaste stjärnorna tillsammans med Sirius, Canopus, Alfa Centauri, Arcturus, Vega, Capella, Rigel, Procyon och Betelgeuse.
Achernar är en klar, blå stjärna på 6-8 solmassor som ligger 144 ljusår från vårt solsystem. Den lyser 3000 gånger starkare än vår sol. Achernar roterar mycket fort, och är så tillplattad att ekvatorns radie är 50 % större än polarradien.

## Referenser

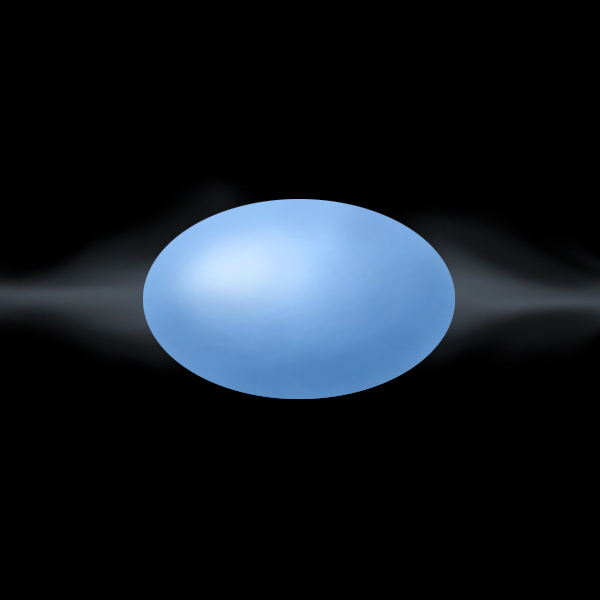
Den deformerade stjärnan Achernar (α Eridani) har fått sitt säregna utseende på grund av den våldsamma rotationen.